# A Le Mans-i 24 órás autóverseny győzteseinek listája
A Le Mans-i 24 órás autóverseny, 1923 óta íródó történelme során 20 nemzet és 25 különböző autógyár tudott diadalmaskodni.

## Győztesek
| Év          | Versenyző                                             | Csapat                               | Autó                                 | Körök                                | Táv                                  |
| ----------- | ----------------------------------------------------- | ------------------------------------ | ------------------------------------ | ------------------------------------ | ------------------------------------ |
| 2024        | Antonio Fuoco Miguel Molina Nicklas Nielsen           | Ferrari AF Corse                     | Ferrari 499P                         | 311                                  |                                      |
| 2023        | James Calado Antonio Giovinazzi Alessandro Pier Guidi | Ferrari AF Corse                     | Ferrari 499P                         | 342                                  | 4660,1 km                            |
| 2022        | Sébastien Buemi Brendon Hartley Hirakava Rjó          | Toyota Gazoo Racing                  | Toyota GR010 Hybrid                  | 380                                  | 5177,17 km                           |
| 2021        | Mike Conway Kobajasi Kamui José María López           | Toyota Gazoo Racing                  | Toyota GR010 Hybrid                  | 371                                  | 5054,500 km                          |
| 2020        | Sébastien Buemi Nakadzsima Kazuki Brendon Hartley     | Toyota Gazoo Racing                  | Toyota TS050 Hybrid                  | 387                                  | 5273,262 km                          |
| 2019        | Sébastien Buemi Nakadzsima Kazuki Fernando Alonso     | Toyota Gazoo Racing                  | Toyota TS050 Hybrid                  | 385                                  | 5246,01 km                           |
| 2018        | Sébastien Buemi Nakadzsima Kazuki Fernando Alonso     | Toyota Gazoo Racing                  | Toyota TS050 Hybrid                  | 388                                  | 5286,888 km                          |
| 2017        | Brendon Hartley Timo Bernhard Earl Bamber             | Porsche                              | Porsche 919 Hybrid                   | 367                                  | 5001,83 km                           |
| 2016        | Romain Dumas Marc Lieb Neel Jani                      | Porsche                              | Porsche 919 Hybrid                   | 384                                  | 5233,53 km                           |
| 2015        | Nico Hülkenberg Earl Bamber Nick Tandy                | Porsche                              | Porsche 919 Hybrid                   | 395                                  | 5283,46 km                           |
| 2014        | Marcel Fässler André Lotterer Benoît Tréluyer         | Audi Sport Team Joest                | Audi R18 e-tron quattro              | 379                                  | 5165,39 km                           |
| 2013        | Tom Kristensen Allan McNish Loïc Duval                | Audi Sport Team Joest                | Audi R18 e-tron quattro              | 348                                  | 4742,89 km                           |
| 2012        | Marcel Fässler André Lotterer Benoît Tréluyer         | Audi Sport Team Joest                | Audi R18 e-tron quattro              | 378                                  | 5151,76 km                           |
| 2011        | Marcel Fässler André Lotterer Benoît Tréluyer         | Audi Sport Team Joest                | Audi R18 TDI                         | 354                                  | 4824,67 km                           |
| 2010        | Mike Rockenfeller Timo Bernhard Romain Dumas          | Audi Sport North America             | Audi R15 TDI plus                    | 397                                  | 5410,71 km                           |
| 2009        | David Brabham Marc Gené Alexander Wurz                | Peugeot Sport Total                  | Peugeot 908 HDi FAP                  | 382                                  | 5206,28 km                           |
| 2008        | Tom Kristensen Allan McNish Rinaldo Capello           | Audi Sport North America             | Audi R10 TDI                         | 381                                  | 5192,65 km                           |
| 2007        | Frank Biela Emanuele Pirro Marco Werner               | Audi Sport North America             | Audi R10                             | 369                                  | 5036,85 km                           |
| 2006        | Frank Biela Emanuele Pirro Marco Werner               | Audi Sport Team Joest                | Audi R10                             | 380                                  | 5187 km                              |
| 2005        | JJ Lehto Marco Werner Tom Kristensen                  | ADT Champion Racing                  | Audi R8                              | 370                                  | 5050,5 km                            |
| 2004        | Ara Szeidzsi Tom Kristensen Rinaldo Capello           | Audi Sport Japan Team Goh            | Audi R8                              | 379                                  | 5169,9 km                            |
| 2003        | Tom Kristensen Rinaldo Capello Guy Smith              | Team Bentley                         | Bentley Speed 8                      | 377                                  | 5146,05 km                           |
| 2002        | Frank Biela Tom Kristensen Emanuele Pirro             | Audi Sport Team Joest                | Audi R8                              | 375                                  | 5118,75 km                           |
| 2001        | Frank Biela Tom Kristensen Emanuele Pirro             | Audi Sport Team Joest                | Audi R8                              | 321                                  | 4381,65 km                           |
| 2000        | Frank Biela Tom Kristensen Emanuele Pirro             | Audi Sport Team Joest                | Audi R8                              | 368                                  | 5007,99 km                           |
| 1999        | Pierluigi Martini Yannick Dalmas Joachim Winkelhock   | Team BMW Motorsport                  | BMW V12 LMR                          | 365                                  | 4968 km                              |
| 1998        | Laurent Aïello Allan McNish Stéphane Ortelli          | Porsche AG                           | Porsche 911 GT1-98                   | 351                                  | 4773,18 km                           |
| 1997        | Michele Alboreto Stefan Johansson Tom Kristensen      | Joest Racing                         | TWR Porsche WSC-95                   | 361                                  | 4909,6 km                            |
| 1996        | Manuel Reuter Davy Jones Alexander Wurz               | Joest Racing                         | TWR Porsche WSC-95                   | 354                                  | 4814,4 km                            |
| 1995        | Yannick Dalmas JJ Lehto Maszanori Szekija             | Kokusai Kaihatsu Racing              | McLaren F1 GTR                       | 298                                  | 4055,8 km                            |
| 1994        | Yannick Dalmas Hurley Haywood Mauro Baldi             | Le Mans Porsche Team                 | Dauer 962 Le Mans                    | 344                                  | 4678,4 km                            |
| 1993        | Geoff Brabham Christophe Bouchut Eric Hélary          | Peugeot Talbot Sport                 | Peugeot 905 Evo 1B                   | 375                                  | 5100 km                              |
| 1992        | Derek Warwick Yannick Dalmas Mark Blundell            | Peugeot Talbot Sport                 | Peugeot 905 Evo 1B                   | 352                                  | 4787,2 km                            |
| 1991        | Volker Weidler Johnny Herbert Bertrand Gachot         | Mazdaspeed Co. Ltd.                  | Mazda 787B                           | 362                                  | 4922,81 km                           |
| 1990        | John Nielsen Price Cobb Martin Brundle                | Silk Cut Jaguar (TWR)                | Jaguar XJR-12                        | 359                                  | 4882,4 km                            |
| 1989        | Jochen Mass Manuel Reuter Stanley Dickens             | Team Sauber Mercedes                 | Sauber C9-Mercedes-Benz              | 389                                  | 5265,115 km                          |
| 1988        | Jan Lammers Johnny Dumfries Andy Wallace              | Silk Cut Jaguar (TWR)                | Jaguar XJR-9LM                       | 394                                  | 5332,97 km                           |
| 1987        | Derek Bell Hans-Joachim Stuck Al Holbert              | Rothmans Porsche AG                  | Porsche 962C                         | 354                                  | 4791,9 km                            |
| 1986        | Derek Bell Hans-Joachim Stuck Al Holbert              | Rothmans Porsche AG                  | Porsche 962C                         | 367                                  | 4972,731 km                          |
| 1985        | Klaus Ludwig Paolo Barilla Louis Krages               | Joest Racing                         | Porsche 956                          | 373                                  | 5088,507 km                          |
| 1984        | Klaus Ludwig Henri Pescarolo                          | Joest Racing                         | Porsche 956                          | 359                                  | 4900,276 km                          |
| 1983        | Vern Schuppan Al Holbert Hurley Haywood               | Rothmans Porsche                     | Porsche 956                          | 370                                  | 5047,934 km                          |
| 1982        | Jacky Ickx Derek Bell                                 | Rothmans Porsche System              | Porsche 956                          | 359                                  | 4899,086 km                          |
| 1981        | Jacky Ickx Derek Bell                                 | Porsche System                       | Porsche 936                          | 354                                  | 4825,348 km                          |
| 1980        | Jean Rondeau Jean-Pierre Jaussaud                     | Jean Rondeau                         | Rondeau M379B-Ford Cosworth          | 338                                  | 4608,02 km                           |
| 1979        | Klaus Ludwig Bill Whittington Don Whittington         | Porsche Kremer Racing                | Porsche 935 K3                       | 307                                  | 4173,93 km                           |
| 1978        | Jean-Pierre Jaussaud Didier Pironi                    | Renault Sport                        | Renault Alpine A442B                 | 369                                  | 5044,53 km                           |
| 1977        | Jacky Ickx Hurley Haywood Jürgen Barth                | Martini Racing Porsche System        | Porsche 936                          | 342                                  | 4671,83 km                           |
| 1976        | Jacky Ickx Gijs van Lennep                            | Martini Racing Porsche System        | Porsche 936                          | 349                                  | 4769,923 km                          |
| 1975        | Jacky Ickx Derek Bell                                 | Gulf Research Racing Co.             | Mirage GR8-Ford Cosworth             | 336                                  | 4594,577 km                          |
| 1974        | Henri Pescarolo Gérard Larrousse                      | Equipe Gitanes                       | Matra Simca MS670C                   | 337                                  | 4606,571 km                          |
| 1973        | Henri Pescarolo Gérard Larrousse                      | Equipe Matra-Simca Shell             | Matra Simca MS670B                   | 355                                  | 4853,945 km                          |
| 1972        | Henri Pescarolo Graham Hill                           | Equipe Matra-Simca Shell             | Matra Simca MS670                    | 344                                  | 4691,343 km                          |
| 1971        | Helmut Marko Gijs van Lennep                          | Martini Racing Team                  | Porsche 917K                         | 397                                  | 5335,313 km                          |
| 1970        | Hans Herrmann Richard Attwood                         | Porsche KG Salzburg                  | Porsche 917K                         | 343                                  | 4607,81 km                           |
| 1969        | Jacky Ickx Jackie Oliver                              | J.W. Automotive Engineering          | Ford GT40 Mk. I                      | 372                                  | 4997,88 km                           |
| 1968        | Pedro Rodríguez Lucien Bianchi                        | J.W. Automotive Engineering          | Ford GT40 Mk. I                      | 331                                  | 4452,88 km                           |
| 1967        | Dan Gurney A. J. Foyt                                 | Shelby-American Inc.                 | Ford GT40 Mk. IV                     | 388                                  | 5232,9 km                            |
| 1966        | Bruce McLaren Chris Amon                              | Shelby-American Inc.                 | Ford GT40 Mk. II                     | 360                                  | 4843,09 km                           |
| 1965        | Jochen Rindt Masten Gregory                           | North American Racing Team (NART)    | Ferrari 250LM                        | 348                                  | 4677,11 km                           |
| 1964        | Jean Guichet Nino Vaccarella                          | SpA Ferrari SEFAC                    | Ferrari 275P                         | 349                                  | 4695,31 km                           |
| 1963        | Ludovico Scarfiotti Lorenzo Bandini                   | SpA Ferrari SEFAC                    | Ferrari 250P                         | 339                                  | 4561,71 km                           |
| 1962        | Olivier Gendebien Phil Hill                           | SpA Ferrari SEFAC                    | Ferrari 330 TRI/LM Spyder            | 331                                  | 4451,255 km                          |
| 1961        | Olivier Gendebien Phil Hill                           | Scuderia Ferrari                     | Ferrari 250 TRI/61                   | 333                                  | 4476,58 km                           |
| 1960        | Olivier Gendebien Paul Frère                          | Scuderia Ferrari                     | Ferrari 250 TR59/60                  | 314                                  | 4217,527 km                          |
| 1959        | Carroll Shelby Roy Salvadori                          | David Brown Racing Dept.             | Aston Martin DBR1                    | 323                                  | 4347,9 km                            |
| 1958        | Olivier Gendebien Phil Hill                           | Scuderia Ferrari                     | Ferrari 250 TR58                     | 305                                  | 4101,926 km                          |
| 1957        | Ron Flockhart Ivor Bueb                               | Ecurie Ecosse                        | Jaguar D-Type                        | 327                                  | 4397,108 km                          |
| 1956        | Ron Flockhart Ninian Sanderson                        | Ecurie Ecosse                        | Jaguar D-Type                        | 300                                  | 4034,939 km                          |
| 1955        | Mike Hawthorn Ivor Bueb                               | Jaguar Cars Ltd.                     | Jaguar D-Type                        | 307                                  | 4135,38 km                           |
| 1954        | José Froilán González Maurice Trintignant             | Scuderia Ferrari                     | Ferrari 375 Plus                     | 302                                  | 4061,15 km                           |
| 1953        | Tony Rolt Duncan Hamilton                             | Jaguar Cars Ltd.                     | Jaguar C-Type                        | 304                                  | 4088,064 km                          |
| 1952        | Hermann Lang Fritz Riess                              | Daimler-Benz A.G.                    | Mercedes-Benz 300SL                  | 277                                  | 3733,839 km                          |
| 1951        | Peter Walker Peter Whitehead                          | Peter Walker                         | Jaguar XK-120C                       | 267                                  | 3611,193 km                          |
| 1950        | Louis Rosier Jean-Louis Rosier                        | Louis Rosier                         | Talbot-Lago T26 Grand Sport          | 256                                  | 3465,12 km                           |
| 1949        | Luigi Chinetti Peter Mitchell-Thomson                 | Lord Selsdon                         | Ferrari 166MM                        | 235                                  | 3178,299 km                          |
| 1948 - 1940 | A második világháború miatt elmaradt                  | A második világháború miatt elmaradt | A második világháború miatt elmaradt | A második világháború miatt elmaradt | A második világháború miatt elmaradt |
| 1939        | Jean-Pierre Wimille Pierre Veyron                     | Jean-Pierre Wimille                  | Bugatti Type 57S Tank                | 248                                  | 3354,76 km                           |
| 1938        | Eugène Chaboud Jean Trémoulet                         | Eugène Chaboud / Jean Trémoulet      | Delahaye 135CS                       | 235                                  | 3180,94 km                           |
| 1937        | Jean-Pierre Wimille Robert Benoist                    | Roger Labric                         | Bugatti Type 57G Tank                | 243                                  | 3287,938 km                          |
| 1936        | Munkássztrájk miatt törölve                           | Munkássztrájk miatt törölve          | Munkássztrájk miatt törölve          | Munkássztrájk miatt törölve          | Munkássztrájk miatt törölve          |
| 1935        | Johnny Hindmarsh Luis Fontés                          | Arthur W. Fox / Charles Nichol       | Lagonda M45R Rapide                  | 222                                  | 3006,797 km                          |
| 1934        | Luigi Chinetti Philippe Étancelin                     | Luigi Chinetti / Philippe Étancelin  | Alfa Romeo 8C 2300                   | 213                                  | 2886,938 km                          |
| 1933        | Raymond Sommer Tazio Nuvolari                         | Soc. Anon. Alfa Romeo                | Alfa Romeo 8C 2300                   | 233                                  | 3144,038 km                          |
| 1932        | Raymond Sommer Luigi Chinetti                         | Raymond Sommer                       | Alfa Romeo 8C 2300                   | 218                                  | 2954,038 km                          |
| 1931        | Earl Howe Henry Birkin                                | Earl Howe                            | Alfa Romeo 8C 2300                   | 184                                  | 3017,654 km                          |
| 1930        | Woolf Barnato Glen Kidston                            | Bentley Motors Ltd.                  | Bentley Speed Six                    | 179                                  | 2930,663 km                          |
| 1929        | Woolf Barnato Henry Birkin                            | Bentley Motors Ltd.                  | Bentley Speed Six                    | 174                                  | 2843,83 km                           |
| 1928        | Woolf Barnato Bernard Rubin                           | Bentley Motors Ltd.                  | Bentley 4½ Litre                     | 154                                  | 2669,272 km                          |
| 1927        | Dudley Benjafield Sammy Davis                         | Bentley Motors Ltd.                  | Bentley 3 Litre Super Sport          | 137                                  | 2369,807 km                          |
| 1926        | Robert Bloch André Rossignol                          | Nincs csapat név                     | Lorraine-Dietrich B3-6               | 147                                  | 2552,414 km                          |
| 1925        | Gérard de Courcelles André Rossignol                  | Nincs csapat név                     | Lorraine-Dietrich B3-6               | 129                                  | 2233,982 km                          |
| 1924        | John Duff Frank Clement                               | Duff & Aldington                     | Bentley 3 Litre Sport                | 120                                  | 2077,341 km                          |
| 1923        | André Lagache René Léonard                            | Nincs csapat név                     | Chenard et Walcker Sport             | 128                                  | 2209,536 km                          |

## Rekordok

### Győzelmek

#### Versenyzők
|   | Versenyző         | Győzelmek | Év                                                   |
| - | ----------------- | --------- | ---------------------------------------------------- |
| 1 | Tom Kristensen    | 9         | 1997, 2000, 2001, 2002, 2003, 2004, 2005, 2008, 2013 |
| 2 | Jacky Ickx        | 6         | 1969, 1975, 1976, 1977, 1981, 1982                   |
| 3 | Derek Bell        | 5         | 1975, 1981, 1982, 1986, 1987                         |
| 3 | Frank Biela       | 5         | 2000, 2001, 2002, 2006, 2007                         |
| 3 | Emanuele Pirro    | 5         | 2000, 2001, 2002, 2006, 2007                         |
| 6 | Olivier Gendebien | 4         | 1958, 1960, 1961, 1962                               |
| 6 | Henri Pescarolo   | 4         | 1972, 1973, 1974, 1984                               |
| 6 | Yannick Dalmas    | 4         | 1991, 1994, 1995, 1999                               |
| 6 | Sébastien Buemi   | 4         | 2018, 2019, 2020, 2022                               |

#### Nemzetek győztes versenyzők száma szerint
|    | Nemzet             | Győztes versenyzők száma |
| -- | ------------------ | ------------------------ |
| 1  | Egyesült Királyság | 34                       |
| 2  | Franciaország      | 29                       |
| 3  | Németország        | 19                       |
| 4  | Olaszország        | 14                       |
| 5  | USA                | 12                       |
| 6  | Belgium            | 5                        |
| 6  | Japán              | 5                        |
| 8  | Ausztrália         | 4                        |
| 8  | Új-Zéland          | 4                        |
| 10 | Ausztria           | 3                        |
| 10 | Svájc              | 3                        |
| 10 | Dánia              | 3                        |
| 10 | Spanyolország      | 3                        |
| 12 | Hollandia          | 2                        |
| 12 | Svédország         | 2                        |
| 12 | Argentína          | 2                        |
| 17 | Kanada             | 1                        |
| 17 | Finnország         | 1                        |
| 17 | Mexikó             | 1                        |
| 17 | Monaco             | 1                        |